# Пестрак, Филипп Семёнович
Филипп Семёнович Пестрак, публиковался как Пилип Пестрак (бел. Піліп Сямёнавіч Пестрак; 14 (27) ноября 1903 — 22 августа 1978) — советский белорусский писатель, деятель национально-освободительного движения в Западной Белоруссии. Лауреат Государственной литературной премии БССР имени Якуба Коласа (1964, за роман «Средиборье»). Заслуженный деятель культуры БССР (1968). Член СП СССР (1939).

## Биография
Родился 14 (27 ноября) 1903 года в селе Саковцы (ныне Ивацевичский район, Брестская область, Беларусь) в крестьянской семье. С началом Первой мировой войны его семья эвакуировалась в Самарскую губернию (дер. Максимовка, Бузулукский уезд). Там он получил среднее образование и начал обучение на социально-историческом факультете Самарского университета, однако в 1921 году вместе с семьёй вернулся домой.
В 1924—1926 годах служил в польской армии, закончил службу в звании капрала. Предпринял попытку перейти границу с Белорусской ССР, был задержан. В 1926 году вступил в КПЗБ, с 1927 года — секретарь Коссовского подпольного райкома КПЗБ. Начал публиковаться в 1927 году под псевдонимом П. Звястун. В 1929 году арестован и осуждён на пять лет в тюрьме Лукишки в Вильно. Отбывал срок в Гродненской тюрьме. Всего провёл в заключении 11 лет. В 1939 году возглавил восстание заключённых Гродненской тюрьмы. За организацию восстания был приговорён военно-полевым судом к расстрелу, но власти не успели привести приговор в действие.
После воссоединения Западной Белоруссии с Белорусской ССР являлся секретарём революционного комитета Гродно, затем был избран депутатом Народного собрания Западной Белоруссии в Белостоке (1939), избирался в состав полномочной комиссии на сессии Верховного Совета СССР (1939). В 1940 году был избран в Верховный Совет СССР 1-го созыва по Гродненскому избирательному округу. В 1940 году также издал первый сборник стихотворений «На варце» (На страже). В 1940—1941 годы возглавлял Белостокское отделение СП БССР.
Первые месяцы Великой Отечественной войны провёл на оккупированной территории в партизанском отряде. Позднее был переправлен за линию фронта, работал начальником Управления по делам искусств при Совнаркоме Белорусской ССР (1943—1945).
После окончания войны начал писать прозу. В 1946—1948 годах работал в Институте языка, литературы и искусства Академии наук Белорусской ССР, в 1948—1951 годах — в СП БССР литературным консультантом. В 1964 году за роман «Серадзібор» получил Государственную литературную премию БССР имени Якуба Коласа. В 1968 году было присвоено звание Заслуженного деятеля культуры Белорусской ССР.
Умер 22 августа 1978 года. Похоронен в Минске на Восточном кладбище.

## Награды
- орден Октябрьской Революции
- 2 ордена Трудового Красного Знамени (в том числе 25.02.1955)
- орден Дружбы народов (30.12.1973)
- орден «Знак Почёта» (28.11.1963)
- медали

## Творчество

### Известные произведения
- На варце (1940)
- За сваю Айчыну (1946)
- Сустрэнемся на барыкадах (1948-52)
  - Встретимся на баррикадах. — М.: Советский писатель, 1955. — 760 с.
- Першыя ўсходы (1951)
- Неспадзяванак (1957)
- Лясная песня (1958)
- Камень (1960)
- Падарожнае (1962)
- Серадзібор (1963)
  - Средиборье. — М.: Советский писатель, 1964. — 412 с.
- Сярод чаротаў (1964)
- Слова пра Мінск (1968)

### Важнейшие издания
- Выбраныя творы. Мн., 1947
- Зборнік твораў: У 4 т. Мн., 1969—71
  - Т. 1: Вершы. Апавяданні. Аповесці. — Мн., 1969. — 458 с.
  - Т. 2: Сустрэнемся на барыкадах: раман, кн. 1. — Мн., 1970. — 429 с.
  - Т. 3: Сустрэнемся на барыкадах: раман, кн. 2. — Мн., 1970. — 541 с.
  - Т. 4: Серадзібор: раман. — Мн., 1971. — 429 с.
- Зборнік твораў: У 5 т. Мн., 1984—86

### Переводы
Занимался переводами с польского (Элиза Ожешко, Владислав Броневский, Ежи Путрамент, Станислав Рышард Добровольский), украинского (Иван Франко, Леся Украинка, Максим Рыльский, Павло Тычина), литовского и латышского языков.
- Іван Франко. Калі звяры яшчэ ўмелі гаварыць: Казкі / Пераклад з украінскай мовы Піліпа Пестрака. — Мн.: Дзяржвыд БССР. Рэдакцыя дзіцячай і юнацкай літаратуры, 1958. — 148 с.

## Память
- Именем Филиппа Пестрака названы улицы в Минске и Гродно.
- В 2003 году в Беларуси выпущена почтовая карточка с оригинальной маркой, посвященная 100-летию со дня рождения Ф. С. Пестрака.